# Primorsko-goranska zonska nogometna liga 1978./79.
Primorsko-goranska zonska nogometna liga (Primorsko-goranska nogometna zona), je bila liga petog stupnja nogometnog prvenstva Jugoslavije u sezoni 1978./79. 
 
U ovoj sezoni je dotadašnji I. razred Područne lige Nogometnog saveza Rijeka preimenovan u Primorsko-goransku nogometnu zonu, a iz II. razreda Područne lige Nogometnog saveza Rijeka i III. razreda Područne lige Nogometnog saveza Rijeka su nastale Primorska nogometna liga i Goranska nogometna liga. 
 
Sudjelovalo je 12 klubova, a prvak je bio klub "Konstruktor" iz Rijeke. 

## Ljestvica
| mj. | klub                      | ut. | pob. | ner. | por. | gol+ | gol– | bod | bod– |
| --- | ------------------------- | --- | ---- | ---- | ---- | ---- | ---- | --- | ---- |
| 1.  | Konstruktor Rijeka        | 22  | 15   | 3    | 4    | 59   | 29   | 33  |      |
| 2.  | Pomorac Kostrena          | 22  | 12   | 5    | 5    | 57   | 31   | 29  |      |
| 3.  | Primorje Rijeka           |     |      |      |      |      |      |     |      |
| 4.  | Draga (Mošćenička Draga)  |     |      |      |      |      |      |     |      |
| 5.  | Risnjak Lokve             |     |      |      |      |      |      |     |      |
| 6.  | Jedinstvo Rijeka          |     |      |      |      |      |      |     |      |
| 7.  | Lučki radnik Rijeka       |     |      |      |      |      |      |     |      |
| 8.  | INA Rijeka                |     |      |      |      |      |      |     |      |
| 9.  | Lokomotiva Rijeka         |     |      |      |      |      |      |     |      |
| 10. | Bakarac                   |     |      |      |      |      |      |     |      |
| 11. | Vinodol (Novi Vinodolski) |     |      |      |      |      |      |     |      |
| 12. | Krasica                   | 22  | 4    | 3    | 15   | 31   | 61   | 9   | –2   |

## Rezultatska križaljka
| kratica | klub                      | BAK | DRA | INA | JED | KON | KRA | LOK | LUR | POM | PRI | RIS | VIN |
| --- | ------------------------- | --- | --- | --- | --- | --- | --- | --- | --- | --- | --- | --- | --- |
| BAK | Bakarac                   |     |     |     |     |     |     |     |     |     |     |     |     |
| DRA | Draga (Mošćenička Draga)  |     |     |     |     |     |     |     |     |     |     |     |     |
| INA | INA Rijeka                |     |     |     |     |     |     |     |     |     |     |     |     |
| JED | Jedinstvo Rijeka          |     |     |     |     |     |     |     |     |     |     |     |     |
| KON | Konstruktor Rijeka        |     |     |     |     |     |     |     |     |     |     |     |     |
| KRA | Krasica                   |     |     |     |     |     |     |     |     |     |     |     |     |
| LOK | Lokomotiva Rijeka         |     |     |     |     |     |     |     |     |     |     |     |     |
| LUR | Lučki radnik Rijeka       |     |     |     |     |     |     |     |     |     |     |     |     |
| POM | Pomorac Kostrena          |     |     |     |     |     |     |     |     |     |     |     |     |
| PRI | Primorje Rijeka           |     |     |     |     |     |     |     |     |     |     |     |     |
| RIS | Risnjak Lokve             |     |     |     |     |     |     |     |     |     |     |     |     |
| VIN | Vinodol (Novi Vinodolski) |     |     |     |     |     |     |     |     |     |     |     |     |
| |                           |     |     |     |     |     |     |     |     |     |     |     |     |
| podebljan rezultat – utakmice od 1. do 13. kola (1. utakmica između klubova) rezultat normalne debljine – utakmice od 14. do 26. kola (2. utakmica između klubova) rezultat nakošen – nije vidljiv redoslijed odigravanja međusobnih utakmica iz dostupnih izvora rezultat smanjen * – iz dostupnih izvora nije uočljiv domaćin susreta prekrižen rezultat – poništena ili brisana utakmica p – utakmica prekinuta 3:0 p.f. / 0:3 p.f. – rezultat 3:0 bez borbe |                           |     |     |     |     |     |     |     |     |     |     |     |     |

 Izvori: 